# Transducción (fisiología)
En fisiología, la transducción sensorial es la conversión de un estímulo sensorial a otro. Transducción en el sistema nervioso típicamente se refiere a un evento estímulo-alerta en donde un estímulo físico se convierte en un potencial de acción, que se transmita a lo largo de los axones hacia el sistema nervioso central para su integración. Es un paso en el largo proceso del procesamiento sensorial.
Una célula receptora convierte la energía en un estímulo en una señal eléctrica. Los receptores se dividen en dos categorías principales: exteroceptores, que reciben estímulos sensoriales externos, e interoceptores, que reciben estímulos sensoriales internos.

## Transducción y los sentidos

### El sistema visual
En el sistema visual, células sensoriales llamadas conos y bastones en la retina que convierten la energía física de las señales luminosas en impulsos eléctricos que viajan hacia el cerebro. la luz causa un cambio conformacional en la proteína llamada rodopsina. Este cambio conformacional pone en marcha una serie de eventos moleculares que resultan en una reducción del gradiente electroquímico del fotorreceptor. La disminución en el gradiente electroquímico provoca una reducción en las señales eléctricas que van al cerebro. Un cambio en la liberación de neurotransmisores está mediado por un segundo sistema de mensajería. Nótese que el cambio en la liberación de neurotransmisores es por varillas. Debido al cambio, un cambio en la intensidad de la luz hace que la respuesta de las barras sea mucho más lenta de lo esperado (para un proceso asociado con el sistema nervioso).

### El sistema auditivo
En el sistema auditivo, las vibraciones del sonido (energía mecánica) son transducidas en energía eléctrica por las células ciliadas en el oído interno. Las vibraciones sonoras de un objeto provocan vibraciones en las moléculas de aire, que a su vez hacen vibrar el tímpano. El movimiento del tímpano hace que los huesos del oído medio (los huesecillos) vibren. Estas vibraciones luego pasan a la cóclea, el órgano de la audición. Dentro de la cóclea, las células ciliadas del epitelio sensorial del órgano de Corti se doblan y provocan el movimiento de la membrana basilar. La membrana ondula en ondas de diferentes tamaños según la frecuencia del sonido. Las células ciliadas pueden convertir este movimiento (energía mecánica) en señales eléctricas (potenciales receptores graduados) que viajan a lo largo de los nervios auditivos hasta los centros auditivos en el cerebro.

### El sistema olfatorio
En el sistema olfativo, las moléculas de olor en el moco se unen a los receptores de proteína G en las células olfativas. La proteína G activa una cascada de señalización aguas abajo que causa un mayor nivel de AMP cíclico (cAMP), que desencadena la liberación de neurotransmisores.

### El sistema gustativo
En el sistema gustativo, la percepción de cinco cualidades primarias del sabor (dulce, salado, agrio, amargo y umami [sabor]) depende de las vías de transducción del sabor, a través de las células receptoras del sabor, proteínas G, canales iónicos y enzimas efectoras.

### El sistema somatosensorial
En el sistema somatosensorial, la transducción sensorial implica principalmente la conversión de la señal mecánica, como presión, compresión de la piel, estiramiento, vibración a impulsos electro-iónicos a través del proceso de mecanotransducción. También incluye la transducción sensorial relacionada con la termocepción y la nocicepción.